# 2019년 2월 죽음
다음은 2019년 2월에 사망한 저명한 인물 목록이다.
- 2월 1일 - 일본의 성우 아리모토 킨류
- 2월 4일
  - 대한민국의 의사 윤한덕
  - 핀란드의 스키점프선수 마티 뉘캐넨
- 2월 6일
  - 대한민국의 배우 남영진
  - 독일의 물리학자 만프레트 아이겐
- 2월 7일
  - 대한민국의 외교관 주철기
  - 미국의 야구선수 프랭크 로빈슨
  - 잉글랜드의 영화배우 앨버트 피니
- 2월 8일 - 대한민국의 정치인 장승태
- 2월 9일
  - 프랑스의 작가 토미 웅거러
  - 미국의 영화배우 카멘 아젠지아노
- 2월 10일
  - 대한민국의 공무원 추경석
  - 미국의 영화배우 잔 마이클 빈센트
- 2월 11일 - 아프가니스탄 정치가 시브가툴라 모자데디
- 2월 12일 - 잉글랜드의 축구선수 고든 뱅크스
- 2월 15일 - 미국의 배우 리 라지윌
- 2월 16일 - 스위스의 배우 브루노 간츠
- 2월 17일
  - 대한민국의 기업인 이진설
  - 일본의 배우 사사키 스미에
- 2월 18일 - 이탈리아의 디자이너 알레산드로 멘디니
- 2월 19일 - 독일의 디자이너 카를 라거펠트
- 2월 21일 - 미국의 영화감독 스탠리 도넌
- 2월 23일
  - 대한민국의 무용가 김금화
  - 미국의 영화배우 캐서린 헬몬드
- 2월 24일 - 콩고 민주 공화국의 정치인 앙투안 기젱가
- 2월 25일
  - 대한민국의 스피드 스케이팅 선수 이영하
  - 독일의 헌법학자 에른스트볼프강 뵈켄푀르데
- 2월 27일 - 셰이셸의 제2대 대통령 프랑스알베르 르네
- 2월 28일 - 미국의 지휘자 앙드레 프레빈